# 하이픈 하이픈
하이픈 하이픈(Hyphen Hyphen)은 프랑스 니스 출신 일렉트로 록 밴드이다.

## 음반 목록

### 정규 앨범
- Times (2015)

### EP
- Chewbacca I Am Your Mother (2011)
- Wild Union (2012)

### 싱글
- "Just Need Your Love" (2015)